# Pîtres
Pîtres település Franciaországban, Eure megyében. Lakosainak száma 2572 fő (2022. január 1.). Pîtres Amfreville-sous-les-Monts, Le Manoir, Poses, Romilly-sur-Andelle, Boos, La Neuville-Chant-d’Oisel és Quévreville-la-Poterie községekkel határos.

## Népesség
A település népességének változása:
| Lakosok száma | 1848 | 2312 | 2285 | 2118 | 2446 | 2452 | 2519 | 2648 | 2620 | 2572 |
|               | 1968 | 1982 | 1990 | 2006 | 2013 | 2015 | 2017 | 2019 | 2020 | 2022 |